# Second in Command
Second in Command (tựa tiếng Việt: Cận vệ thứ hai) là một bộ phim hành động - chiến tranh năm 2006 của Mỹ, Simon Fellows làm đạo diễn và vai nam chính trong phim là diễn viên võ thuật Jean-Claude Van Damme.

## Nội dung
Chỉ huy Sam Keenan (Jean-Claude Van Damme), một đặc nhiệm SEAL của Hải quân Hoa Kỳ, được cử đến quốc gia Đông Âu Moldavia để làm tùy viên an ninh mới tại Đại sứ quán Hoa Kỳ. Khi đến nơi, Keenan biết rằng Moldavia đang ở giữa một cuộc nội chiến. Tại đại sứ quán, Keenan gặp Đại sứ George Norland (Colin Stinton), người đã chỉ định anh là "phó chỉ huy" bất chấp hệ thống phân cấp ngoại giao truyền thống. Gần đây, Hoa Kỳ đã thành lập một chính phủ mới ở Moldavia, do tổng thống mới đắc cử của Moldavia là Yuri Amirev (Serban Celea) đứng đầu. Một lực lượng nổi dậy dưới sự chỉ huy của Anton Tavarov (Velibor Topić) đã gây ra bạo loạn tại dinh tổng thống, đe dọa sự ổn định mong manh của đất nước. Quân nổi dậy trung thành với Alexei Kirilov (Costel Lupea), cựu độc tài tàn bạo của Moldavia.
Khi lính canh bắt đầu nổ súng vào quân nổi dậy, quân nổi dậy xông vào dinh, đòi giết Amirev. Keenan tình nguyện đưa Amirev đến đại sứ quán, nhưng cuộc chiến vẫn chưa kết thúc. Năm mươi người Mỹ đang ẩn náu trong đại sứ quán, bên ngoài Tavarov cùng đội quân đông đảo của hắn đã đến trước cổng với kế hoạch đánh vào tòa nhà và giết Amirev. Norland không may bị giết bởi một quả đạn RPG-7 do một thuộc hạ của Tavarov bắn.
Để bảo vệ đại sứ quán, Keenan chỉ có 15 lính thủy đánh bộ, quan chức CIA Frank Gaines (William Tapley), đạn dược hạn chế và kỹ năng võ thuật của anh để cầm chân đội quân của Tavarov đến khi quân tiếp viện của Mỹ đến. Tệ hơn nữa, bạn gái của Keenan, nhà báo Michelle Whitman (Julie Cox), lại là một trong những con tin bị quân nổi dậy bắt. Keenan và các lính Mỹ xông ra ngoài giải cứu thành công Michelle và một con tin khác.
Những người Mỹ sử dụng đường hầm dẫn ra phía sau đại sứ quán để bí mật đi di tản. Tuy nhiên, quân nổi dậy đã biết được chuyện này, chúng cho nổ chiếc xe buýt di tản và ập đến tấn công. Vài người Mỹ đã bị giết; Keenan đã cứu Michelle và đưa cô ra khỏi đường hầm. Kế hoạch của họ bị lộ là do quân nổi dậy đã cài một thiết bị nghe trộm lên áo Michelle khi cô bị bắt làm con tin trước đó. Quân nổi dậy tấn công vào đại sứ quán nhưng sớm rút lui khi đoàn xe bọc thép của Tướng Borgov đến ứng cứu những người Mỹ. Mọi người bất ngờ phát hiện ra Borgov là người cùng phe với quân nổi dậy, hắn bắn chết Gaines, những người khác lại phải trở vào trong tòa nhà. Cuối cùng phi đội máy bay trực thăng của Mỹ đã đến và tiêu diệt đoàn xe bọc thép của Borgov. Lực lượng nổi dậy bị đánh tan, Keenan giết chết Tavarov trong trận đấu tay đôi bằng dao. Keenan đã bảo vệ thành công Amirev và đại sứ quán. Bộ phim kết thúc với cảnh những chiếc trực thăng bay qua đại sứ quán.

## Diễn viên
- Jean-Claude Van Damme vai Chỉ huy Sam Keenan
- William Tapley vai Đặc vụ CIA Frank Gaines
- Julie Cox vai Michelle Whitman
- Alan McKenna vai Đại úy Frank Baldwin
- Razvan Oprea vai Devereaux
- Serban Celea vai Tổng thống Yuri Amirev
- Razaaq Adoti vai Trung sĩ Earl "Gunny" Darnell
- Vlad Ivanov vai John Lydon
- Warren Derosa vai Mike Shustec
- Velibor Topić vai Anton Tavarov
- Eugen Cristea vai Tướng Borgov
- Costel Lupea vai Tổng thống Alexei Kirilov